# In den Siepen
In den Siepen ist eine Ortslage im Norden der bergischen Großstadt Wuppertal.

## Lage und Beschreibung
Die Ortslage liegt im Norden des Wohnquartiers Uellendahl-Ost im Stadtbezirk Uellendahl-Katernberg auf einer Höhe von 276 m ü. NHN im Bereich der gleichnamigen Straße In den Siepen und der Hans-Böckler-Straße. Der Name In den Siepen ist als eigenständige Bezeichnung für diese Ortslage mehrheitlich nicht mehr im Bewusstsein der Bevölkerung vorhanden, der ursprüngliche Wohnplatz ist in der Wohnbebauung entlang der Hans-Böckler-Straße, der Theodor-Heuss-Straße und der Straße In den Siepen aufgegangen.
Benachbarte Orte sind die Höfe und Ortslagen Am Gebrannten, Auf der Nüll, Duckmaus, Grünenbaum, Am Hartkopfshäuschen, Am Deckershäuschen, Webershaus, Neuenbaum, Sonnenblume, In der Kiepe, An der Schockel, Röttgen, Am Neuen Haus, Norkshäuschen, Am Brucher Häuschen, Am Bruch und Soltenkopf.

## Etymologie und Geschichte
Siepen ist eine regional häufige Bezeichnung für ein kleines Kerbtal.
Im 19. Jahrhundert gehörte der Hof In den Siepen zur Uellendahler Rotte der Oberbürgermeisterei Elberfeld. Der Ort lag damals direkt an der Grenze der Oberbürgermeisterei zur Bauerschaft Dönberg in der Bürgermeisterei Hardenberg, die 1935 in Neviges umbenannt wurde.
Der Ort ist auf der Topographischen Aufnahme der Rheinlande von 1824 als Siepen und auf der Preußischen Uraufnahme von 1843 unbeschriftet eingezeichnet. Auf dem Wuppertaler Stadtplan von 1930 trägt der Ort den Namen In den Siepen.
Der laut der Statistik und Topographie des Regierungsbezirks Düsseldorf 1832 als Ackergut und Handwerkerwohnung kategorisierte Ort wurde als im Siepen bezeichnet und besaß zu dieser Zeit zwei Wohnhäuser und vier landwirtschaftliche Gebäude. Zu dieser Zeit lebten 27 Einwohner im Ort, davon sechs katholischen und 21 evangelischen Glaubens. Für 1815/16 werden keine Einwohner genannt. Adressbücher von 1850 bis 1858 nennen die Schreibweise Im Siepen, ab 1864 in den Siepen.
Nördlich von In den Siepen verlief ein Kohlenweg von Sprockhövel nach Elberfeld (hier der heutige Westfalenweg) vorbei, auf dem im ausgehenden 18. Jahrhundert und in der ersten Hälfte des 19. Jahrhunderts Steinkohle von den Zechen im südlichen Ruhrgebiet zu den Fabriken im Wuppertal transportiert wurde, das in dieser Zeit das industrielle Herz der Region war.
In den 1960er Jahren wurde der ursprüngliche Wohnplatz abgetragen und auf dem Hofgelände die Hochhaussiedlung im Bereich der heutigen Hans-Böckler-Straße, Theodor-Heuss-Straße und In den Siepen errichtet.